# Cianidina
Cianidina é um composto orgânico pertencente ao grupo das Antocianinas que por sua vez são derivadas do grupo das Antocianidinas. Este grupo de moléculas (na qual encontramos a Cianidina) geralmente é responsável pela cor expressa em tecidos orgânicos como folhas, flores e frutos . Este composto pode apresentar coloração variada de acordo com o pH em que está inserida. É a substancia responsável pela pigmento presente em vegetais como ameixa, jabuticaba, cereja, jamelão, uva, morango, amora, figo, cacau, repolho roxo e açaí.

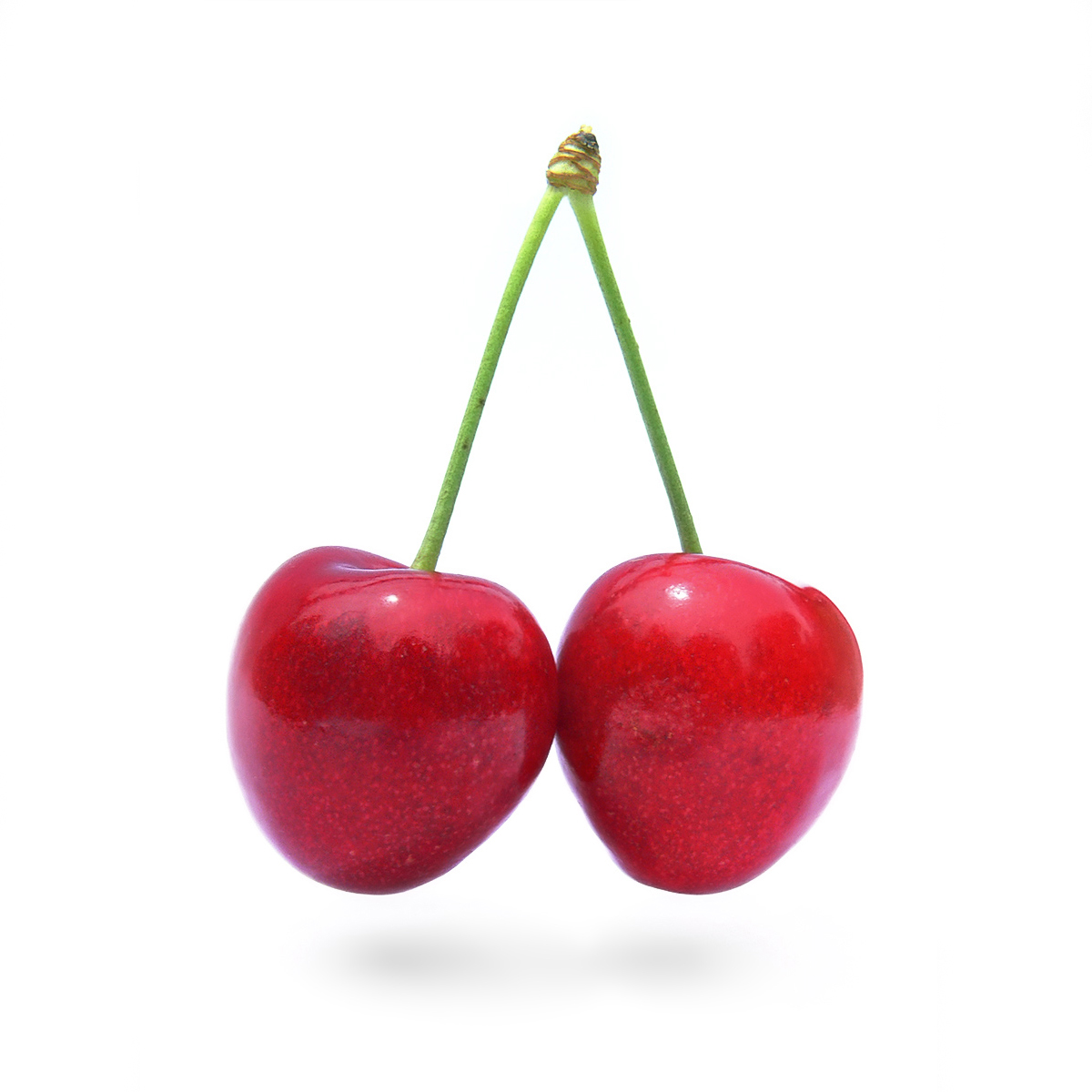
A cianidina é um dos principais pigmentos da cereja.

Cianidina-3-glicosídio.